# Championnat d'Irak de football 2020-2021
Navigation
Saison précédente Saison suivante
La saison 2020-2021 du Championnat d'Irak de football est la quarante-septième édition de la première division en Irak, la Iraqi Premier League. Les vingt clubs participants sont regroupés au sein d'une poule unique où ils s'affrontent à deux reprises. En fin de saison, les deux derniers du classement sont relégués et remplacés par les deux meilleurs clubs de deuxième division.
Al Shorta Bagdad est le tenant du titre.

## Déroulement de la saison
La saison précédente ayant été annulée à cause de la pandémie de Covid-19, ce sont les mêmes équipes qui participent au championnat.
Le championnat débute le 25 octobre 2020.

## Équipes participantes
- Qasim SC
- Al-Qowa Al-Jawiya
- Talaba Sport Club
- Bagdad FC
- Al Shorta Bagdad
- Al-Zawra'a Sports Club
- Najaf FC
- Naft Al-Wasat
- Samawa FC
- Al Nafat Bagdad
- Al Mina'a Bassora
- Naft Maysan
- Al-Karkh Sport Club
- Arbil SC
- Zakho FC
- Naft Al-Janoob
- Al-Diwaniya FC
- Al-Sinaat Al-Kahrabaiya
- Al-Kahraba
- Al-Hedood

## Compétition
Le barème de points servant à établir le classement se décompose ainsi :
- Victoire : 3 points
- Match nul : 1 point
- Défaite : 0 point

### Classement
| Rang | Équipe                  | Pts | J  | G  | N  | P  | Bp | Bc | Diff |
| ---- | ----------------------- | --- | -- | -- | -- | -- | -- | -- | ---- |
| 1    | Al-Qowa Al-Jawiya C     | 83  | 38 | 25 | 8  | 5  | 68 | 29 | +39  |
| 2    | Al-Zawra'a Sports Club  | 75  | 38 | 20 | 15 | 3  | 46 | 19 | +27  |
| 3    | Najaf FC                | 74  | 38 | 21 | 11 | 6  | 46 | 26 | +20  |
| 4    | Al Shorta Bagdad T      | 72  | 38 | 20 | 12 | 6  | 60 | 27 | +33  |
| 5    | Naft Al-Wasat           | 63  | 38 | 16 | 15 | 7  | 46 | 31 | +15  |
| 6    | Al Nafat Bagdad         | 53  | 38 | 12 | 17 | 9  | 36 | 34 | +2   |
| 7    | Amanat Bagdad           | 50  | 38 | 13 | 11 | 14 | 30 | 32 | -2   |
| 8    | Al Mina'a Bassora       | 49  | 38 | 12 | 13 | 13 | 45 | 44 | +1   |
| 9    | Zakho FC P              | 46  | 38 | 10 | 16 | 12 | 35 | 40 | -5   |
| 10   | Al-Karkh Sport Club     | 45  | 38 | 11 | 12 | 15 | 35 | 40 | -5   |
| 11   | Arbil SC                | 44  | 38 | 10 | 14 | 14 | 39 | 41 | -2   |
| 12   | Naft Al-Janoob          | 44  | 38 | 10 | 14 | 14 | 35 | 45 | -10  |
| 13   | Naft Maysan             | 43  | 38 | 9  | 16 | 13 | 38 | 48 | -10  |
| 14   | Al-Kahraba              | 41  | 38 | 8  | 17 | 13 | 36 | 39 | -3   |
| 15   | Qasim SC P              | 41  | 38 | 9  | 14 | 15 | 39 | 50 | -11  |
| 16   | Al-Diwaniya FC          | 41  | 38 | 7  | 20 | 11 | 22 | 36 | -14  |
| 17   | Talaba Sport Club       | 39  | 38 | 8  | 15 | 15 | 36 | 47 | -11  |
| 18   | Al-Sinaat Al-Kahrabaiya | 37  | 38 | 7  | 16 | 15 | 27 | 39 | -12  |
| 19   | Al-Hedood               | 31  | 38 | 4  | 19 | 15 | 32 | 48 | -16  |
| 20   | Al Samawa FC            | 26  | 38 | 5  | 11 | 22 | 22 | 58 | -36  |

|  | Qualification pour la Ligue des champions de l'AFC 2022                             |
|  | Qualification pour le tour de qualification de la Ligue des champions de l'AFC 2022 |
|  | Qualification pour le barrage de relégation                                         |
|  | Relégation directe en Division 2                                                    |
|  | T : Tenant du titre C : Vainqueur de la Coupe d'Irak 2020-21 P : Promu de D2 (2019) |

- Comme le champion, Al-Qowa Al-Jawiya, est également vainqueur de la Coupe d'Irak, le troisième prend la place en tour de qualification de la Ligue des champions de l'AFC 2022.

### Barrage de maintien/promotion
Le 18e de la première division rencontre le 3e de deuxième division pour tenter de se maintenir.
| Barrage         | Al-Sinaat Al-Kahrabaiya (D1) | 1 - 1 (t. a. b. 2 - 4) | Samarra SC (D2) | Al-Shaab Stadium, Bagdad |  |
| 30 juillet 2021 |                              | (0 - 0)                |                 |                          |  |

## Bilan de la saison
| Championnat d'Irak de football 2020-2021 |                              |
| Champion                                 | Al-Qowa Al-Jawiya (7e titre) |
| Coupes et trophées                       |                              |
| Vainqueur de la Coupe d'Irak 2020-2021   | Al-Qowa Al-Jawiya            |
| Qualifications continentales             |                              |
| Ligue des champions de l'AFC 2022        | Al-Qowa Al-Jawiya            |
| Ligue des champions de l'AFC 2022        | Al-Zawra'a Sports Club       |
| Ligue des champions de l'AFC 2022        | Najaf FC                     |
| Promotions et relégations                |                              |
| Promus en Iraqi Premier League           | Newroz SC                    |
| Promus en Iraqi Premier League           | Al Sina'a Bagdad             |
| Promus en Iraqi Premier League           | Samarra Sport Club           |
| Relégués en Division 2 League            | Al-Hedood                    |
| Relégués en Division 2 League            | Al Samawa FC                 |
| Relégués en Division 2 League            | Al-Sinaat Al-Kahrabaiya      |